# Olaf Schmidt
Olaf Schmidt (...) è un ex saltatore con gli sci tedesco orientale.

## Biografia
In carriera prese parte a una sola tappa della Coppa del Mondo, quella disputata il 26-27 gennaio 1980 a Zakopane, classificandosi rispettivamente al terzo e al quarto posto.

## Palmarès

### Coppa del Mondo
- Miglior piazzamento in classifica generale: 33º nel 1980
- 1 podio (individuale):
  - 1 terzo posto